# Cvadrant (instrument)

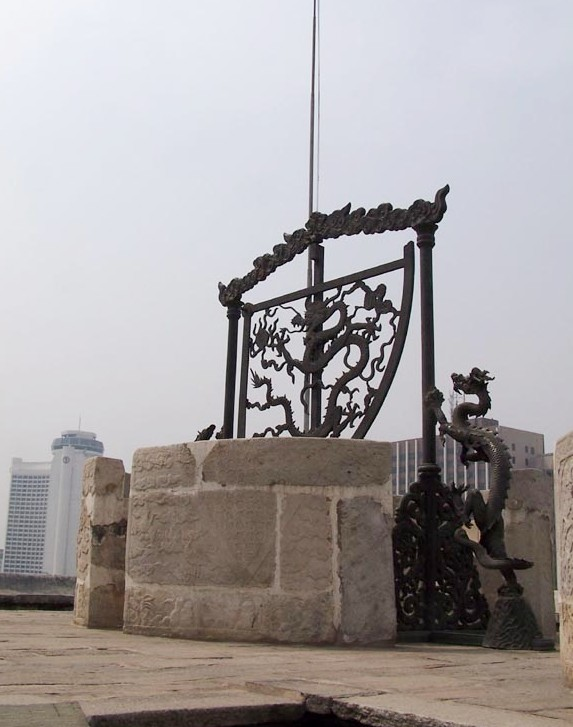
Un cvadrant mare la Observatorul Antic din Beijing. A fost construit în 1673.

Cvadrantul este un instrument vechi de măsurat unghiuri, folosit pentru:
- determinarea înălțimii unui astru deasupra orizontului
- orientare în navigație sau astronomie

Arăta ca un sfert de cerc (de aici numele: „quadra” = pătrime/sfert în latină), gradat de la 0° la 90°, și avea un fir cu o greutate pentru a indica unghiurile.